# Жак Атали
Жак Атали (на френски: Jacques Attali) е френски икономист и писател.

## Биография
Роден е в Алжир в еврейско семейство, преселило се в Париж през 1963 г. Завършва Политехническо училище (1963), а по-късно получава диплома от Института за политически изследвания и постъпва в Националното училище по администрация.
Придобива известност през 1981 г. благодарение на високото си положение, което заема в обкръжението на президента на Франция Франсоа Митеран. През 1991 г. става основател и първи ръководител на новата Европейска банка за възстановяване и развитие, която напуска след корупционен скандал. Автор е на романи, есета и монографии, сред които се откроява книгата „Евреите, светът и парите“, блестящ, макар и закъснял отговор на „Моята борба“ на Адолф Хитлер.
За Жак Атали демокрацията е най-добрата политическа система, системата за търговия - двигател на прогреса, а всевластието на парите - най-добрият и справедлив порядък на обществените отношения.